# Камышанченко, Николай Васильевич
Николай Васильевич Камышанченко (5 февраля 1937 — 27 октября 2024) — советский и российский учёный, доктор физико-математических наук, с 1990 по 2002 год — ректор Белгородского государственного педагогического института имени М. С. Ольминского (с 1996 года — Белгородского государственного университета).

## Биография
Николай Камышанченко родился 5 февраля 1937 года в с. Чайковка Волчанского района (Харьковская область, Украинская ССР, СССР).

#### Образование
Окончил физико-техническое отделение Харьковского государственного педагогического института им. Г. С. Сковороды.
В 1972 году защитил кандидатскую диссертацию в Киевском институте Металлофизики АН УССР на тему «Исследование влияния закалки и деформационного старения на структуру и свойства металлов с ГЦК-решёткой». В 1992 году защитил докторскую диссертацию в Ленинградском политехническом институте на тему «Создание упрочненного состояния металлов путем программного механико-термического воздействия».

#### Профессиональная деятельность
Работал заместителем декана отделения теоретической физики Харьковского института горного машиностроения, автоматики и вычислительной техники, был деканом машиностроительного факультета Всесоюзного заочного политехнического института, деканом факультета механического оборудования предприятий, факультета промышленных и строительных материалов Белгородского технологического института строительных материалов.
В 1978 по 1990 год был проректором по учебно-воспитательной работе, с 1990 по 1994 год ректором Белгородского государственного педагогического института имени М. С. Ольминского. С 1994 по 1996 был ректором Белгородского государственного педагогического университета, с 1996 по 2002 год — ректором Белгородского государственного университета.
Скончался 27 октября 2024 года в Белгороде.

## Награды и звания
Н. В. Камышанченко был награждён государственными наградами СССР и Российской Федерации, имел несколько почётных званий, а также звания, присвоенные международными организациями Великобритании, США и Франции и за вклад в развитие социальной сферы.
- Орден Почета
- Медаль «За доблестный труд в ознаменование 100-летия со дня рождения В. И. Ленина»
- Медаль «За трудовое отличие»
- Медаль «Ветеран труда»
- Медаль «За освоение новых земель»[уточнить]
- Медаль Ушинского
- Почётный знак «За заслуги перед землей Белгородской»
- Почётное звание «Отличник высшей школы СССР»
- Почётное звание «Заслуженный работник высшей школы РФ»
- Почётное звание «Изобретатель СССР»
- Почётное звание «Почетный профессор БелГУ»
- Почётное звание «Почетный доктор ХНПУ — Украина»